# Friedemann Bartu

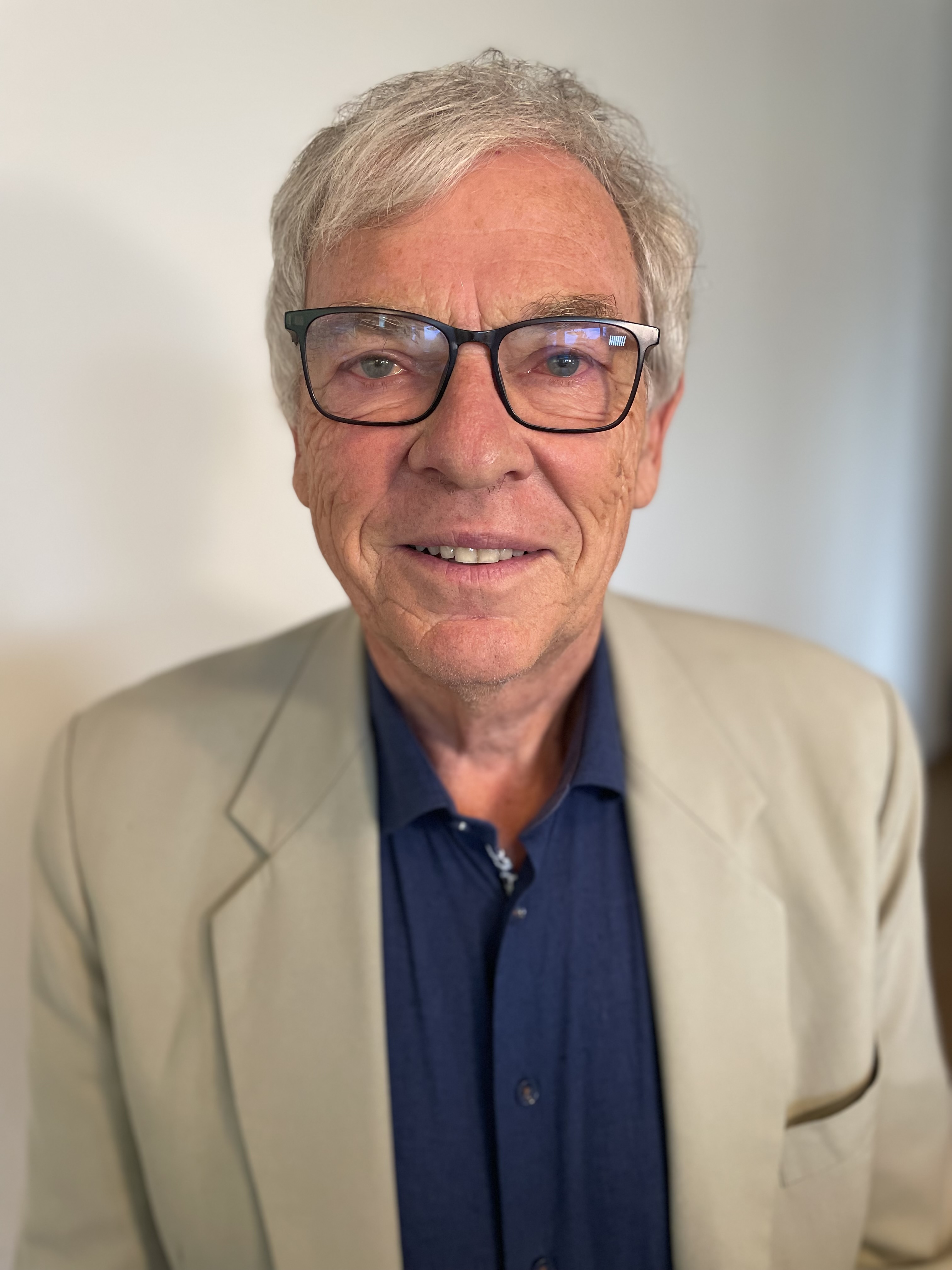
Friedemann Bartu (2021)

Friedemann Bartu (* 29. Januar 1950 in Spittal an der Drau, Österreich, heimatberechtigt in Küsnacht ZH) ist ein Schweizer Journalist und Autor.

## Leben
Ein beruflich bedingter Umzug der österreichischen Familie in die Schweiz brachte Friedemann Bartu 1952 als Kleinkind in den Kanton Zürich, wo er seine Schuljahre absolvierte. Von 1962 bis 1968 besuchte er das Gymnasium Zürichberg und schloss mit der Matura Typ B ab. An der Universität Zürich studierte er Nationalökonomie mit Lizentiat 1972. Es schlossen sich Studienreisen und diverse Tätigkeiten an, worauf ein Nachdiplomstudium an der ETH Zürich über Probleme von Entwicklungsländern folgte. Ab 1976 verbrachte Bartu einen Forschungsaufenthalt in Peru als Stipendiat des Dienstes für technische Zusammenarbeit der Schweizerischen Eidgenossenschaft. Die daraus resultierende Arbeit wurde als Dissertation an der Universität Zürich im Bereich der Wirtschaftswissenschaft angenommen.
Bartu hatte gewünscht, in der Bundesverwaltung weiter zu arbeiten, was ihm wegen eines ungünstigen graphologischen Gutachtens nicht gelang. Stattdessen trat er 1978 eine Stelle bei der Neuen Zürcher Zeitung (NZZ) an. Ab 1980 war er für diese Zeitung als Auslandkorrespondent tätig.
Für die Wirtschaftsredaktion arbeitete er in London. Dann entsandte ihn die Auslandredaktion als ersten NZZ-Korrespondenten nach Singapur. Die neun Jahre in Singapur verschafften ihm vertiefte Einsichten in die asiatischen Verhältnisse. Daraus resultierte 1992 sein Buch mit dem Titel The Ugly Japanese, das international Beachtung fand.
Bartu wurde anschliessend für die Wirtschaft nach Paris entsandt. Dort amtete er bis 1999 als NZZ-Korrespondent und kam 1999 für die Wirtschaftsberichterstattung nach Genf. Nach über 25 Jahren Korrespondententätigkeit wollte er zurück an den Hauptsitz in Zürich.
Er konnte 2005 die Tourismusredaktion übernehmen. Während seiner neunjährigen Arbeit als Tourismusredaktor blieb er ein vehementer Verfechter des Print-Journalismus und begleitete die digitalen Umbrüche mit bisweilen bissiger Kritik.
Er verfasste nach seiner Pensionierung auf der Basis seiner 37-jährigen Tätigkeit bei der NZZ das Buch Umbruch. Die NZZ, ein kritisches Portrait. Darin erfährt der Leser Hintergrundinformationen eines Insiders.
Bartu lebte mit seiner Frau Sandra von 2015 bis 2019 in Goa, Indien. Die Rückkehr in die Schweiz erfolgte 2020.

## Weitere Veröffentlichungen
- Their Asian Partners Have Questions. In: International Herald Tribune. 13. November 1992, abgerufen am 7. September 2021.
- The Fan Tree Company. Three Swiss Merchants In Asia. Unternehmensgeschichte der Diethelm Keller Holding, 2005, 210 S., abgerufen am 7. September 2021.
- Nicolas G. Hayek im Gespräch mit Friedemann Bartu. Verlag Neue Zürcher Zeitung, Zürich, Juli 2005 (4. Auflage), 192 S., ISBN 978-3-03823-218-6, abgerufen am 7. September 2021.